# Marano Vicentino
Marano Vicentino är en ort och kommun i provinsen Vicenza i regionen Veneto i Italien. Kommunen hade 9 513 invånare (2018).